# Allium basalticum
Allium basalticum — вид трав'янистих рослин родини амарилісові (Amaryllidaceae), поширений у західній Азії.

## Поширення
Поширений у східному Середземномор'ї (південний Ліван, західна Йорданія, північний Ізраїль, Голанські висоти та східна Галілея).
В основному зростає на висотах від 400 до 800 м, хоча до 900 м у долині Бекаа. Населяє трав'янисті пасовища (луки) у глибокому алювіальному глинистому ґрунті, часто затопленому взимку.

## Загрози та охорона
Загрозою є втрати середовища проживання внаслідок розвитку сільського господарства.
Вид трапляється у природних заповідниках (менше 10 %) і культивується в Єрусалимському ботанічному саду. Необхідний захист середовища проживання та обмеження розширення сільського господарства, а природні заповідники повинні бути визначені на Голанських висотах для збереження середовища проживання.